# Nino des Buissonnets
Nino des Buissonnets est un hongre selle français de saut d'obstacles, né en 2001, fils de Kannan et Hermine du Prelet (par Narcos II).
Troisième meilleur cheval mondial de sa discipline en juin 2012, il remporte la médaille d'or en individuel lors des Jeux olympiques de Londres avec son cavalier suisse Steve Guerdat.

## Histoire
Nino des Buissonnets naît en France, chez Nicolas et Caroline Deroubaix. Son éleveur, Jean-Luc Deroubaix, père de Nicolas et Caroline, avait acheté sa mère Hermine du Prelet à la famille Choain dans l’Aisne pour sa très bonne génétique. Mise à 3 ans à la saillie, cette jument plutôt prolifique donne à 4 et 5 ans 2 poulains par Galoubet A, avant d’avoir Nino à 6 ans. Il évolue sous la selle du français Guillaume Foutrier sur le circuit Jeunes Chevaux, puis le couple débute les compétitions internationales et se classe régulièrement en CSI-3*. Début 2010, le Haras des Princes vend Nino en Allemagne. Il rejoint les écuries de Manfred Marschall. Il est alors confié à Tim Holster, qui le mène jusqu'au haut niveau. En décembre 2010, Urs Schwarzenbach, chez qui Steve Guerdat est installé, décide d'acheter Nino pour le cavalier suisse. Le couple se montre très performant et se classe rapidement sur le Global Champions Tour ou en Grand Prix Coupe du monde.
En 2012, ils obtiennent la deuxième place de la Finale Coupe du monde de Bois-le-Duc. Steve est sélectionné pour les Jeux olympiques de Londres. La régularité de Nino l'incite à le choisir pour participer à son premier championnat. Le 8 août, après avoir été 4e par équipe deux jours auparavant, Steve et Nino sont sacrés champions olympiques en individuel.

## Palmarès

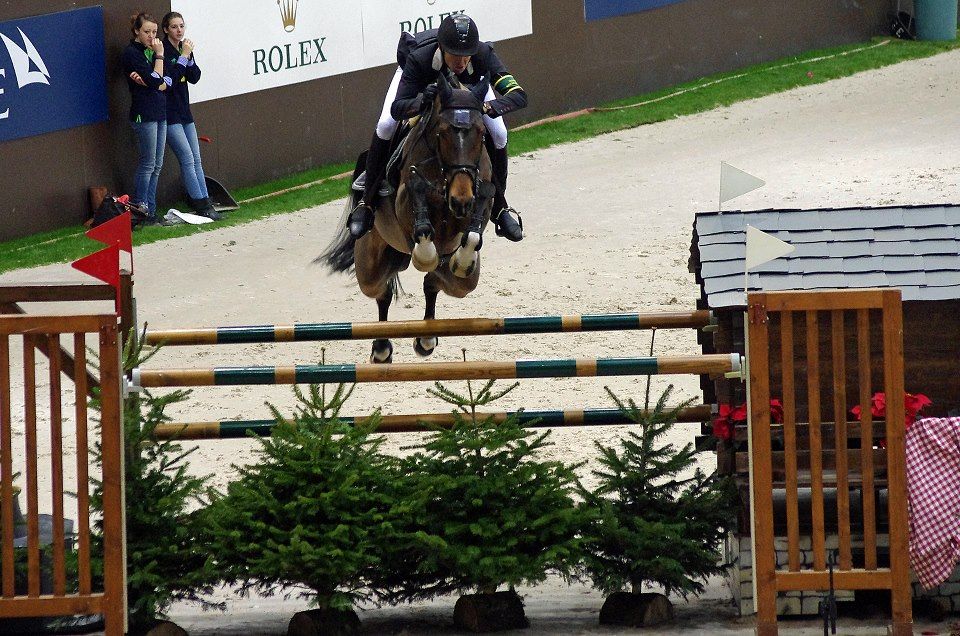
Steve Guerdat et Nino des Buissonnets, lors du Grand Prix Coupe du Monde du CHI-5* de Genève (décembre 2012).

Les principaux résultats de Nino des Buissonnets en concours avec Steve Guerdat :
- 2011 :
  - 2e du Grand Prix du CSI-3* de Pioltello (Italie)
  - Vainqueur de la Coupe des nations du CHIO-3* de Bratislava (Slovaquie)
  - Vainqueur du Grand Prix de la Ville de Rio de Janeiro lors du Global Champions Tour de Rio de Janeiro (Brésil)
  - 3e du Grand Prix Coupe du monde du CSI-5* de Lyon
  - 2e du Grand Prix Coupe du monde du CSI-5* d'Helsinki (Finlande)
  - 2e du Grand Prix Coupe du monde du CSI-5* de Stuttgart (Allemagne)
  - 4e du Grand Prix Coupe du monde du CHI-5* de Genève (Suisse)
- 2012 :
  - 3e du Grand Prix Land Rover lors du CSI-5* de Bordeaux
  - Vainqueur du Grand Prix du CSI-3* de Vejer de la Frontera (Espagne)
  - 2e de la Finale Coupe du monde de Bois-le-Duc
  -  Champion olympique en individuel et 4e par équipe aux Jeux olympiques de Londres
  - Vainqueur du Grand Prix du CSI-5* de Rio de Janeiro (Brésil)
  - Troisième meilleur cheval mondial de saut d'obstacles au classement WBFSH de juin 2012[8]
- 2013 :

Il est 31e du classement mondial des chevaux d'obstacle établi par la WBFSH en octobre 2013.
- - 2e de la Finale Coupe du monde de Göteborg
  - 2e du Grand Prix Coupe du monde du CSI-5* d'Helsinki (Finlande)
  - 2e du Grand Prix Coupe du monde du CSI-5* de Stuttgart (Allemagne)
  - Vainqueur du Rolex Grand Prix au CHI-5* de Genève (Suisse)
- 2014 :

Il est 34e du classement mondial des chevaux d'obstacle établi par la WBFSH en octobre 2014.
- - 5e en individuel des Jeux Equestres Mondiaux de Caen
  - 3e Grand Prix Coupe du monde du CSI-5* de Oslo (Norvège)
  - Vainqueur du Grand Prix Coupe du monde du CSI-5* d'Helsinki (Finlande)
  - 3e du Grand Prix Coupe du monde du CSI-5* de Stuttgart (Allemagne)
- 2015 :
  - 6e du Grand Prix du CSI-5* de Doha Al Shaqab (Qatar)
  - 2e du Grand du CSIO-5* de St Gallen (Suisse)
  - 4e du Grand Prix Coupe du monde du CSI-5* d'Helsinki (Finlande)
  - Vainqueur du Rolex Grand Prix au CHI-5* de Genève (Suisse)
- 2016 :
  - 2e de la Coupe des Nations du CHIO-5* de Rotterdam (Pays-Bas)
  - 3e du Grand Prix du CSI-5* de Knokke (Belgique)
  - 4e en individuel et 6e par équipes aux Jeux Olympiques de Rio de Janeiro